# Ammianus Marcellinus
Ammianus Marcellinus (sinh khoảng năm 330 - mất khoảng năm 391 – 400) là một chiến binh và cũng là nhà sử học người La Mã, tác giả của những ghi chép lịch sử còn tồn tại từ thời cổ đại đến nay. Tác phẩm Res Gestae chép lại lịch sử La Mã từ thời Hoàng đế Nerva năm 96 đến cái chết của Valens trong Trận chiến Adrianople năm 378, mặc dù ngày nay sách chỉ còn sót lại phần sử giai đoạn 353-378.

## Đánh giá

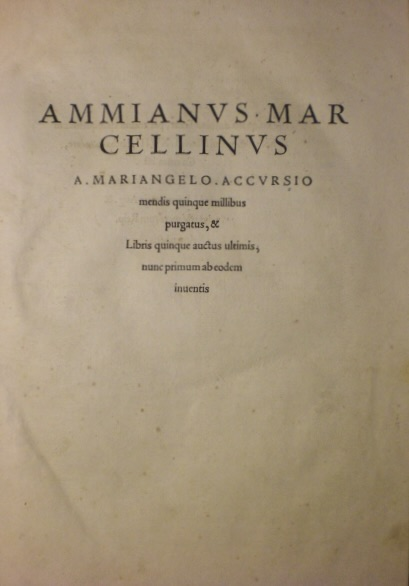
Một bản sao của sách Res Gestae in năm 1533

Edward Gibbon đánh giá Ammianus là "một người hướng dẫn chính xác và trung thành, chép sử thời đại mình nhưng không bị định kiến và đam mê chi phối, vốn thường là những nhân tố ảnh hưởng đến tâm trí của người đương thời." Tuy vậy, ông cũng lên án Ammianus vì sự thiếu tinh tế trong cách viết: "Ngòi bút thô lậu và xoàng xĩnh của Ammianus đã phác họa những nhân vật đẫm máu với độ chính xác tẻ nhạt và kinh tởm". Nhà sử học người Áo Ernst Stein đã ca ngợi Ammianus là "thiên tài văn học vĩ đại nhất mà thế giới tạo ra giữa hai thời đại Tacitus và Dante".
Theo Kimberly Kagan, những đoạn sử Ammianus chép về các trận chiến chỉ nhấn mạnh vào trải nghiệm của các chiến binh mà bỏ qua bối cảnh rộng lớn hơn. Kết quả là, người đọc khó có thể hiểu tại sao các trận chiến mà Ammianus tả trong sách lại có kết cục như vậy.
Công trình của Ammianus có đoạn mô tả chi tiết về chuyện sóng thần đã tàn phá thành phố Alexandria và vùng duyên hải miền đông Địa Trung Hải như thế nào vào ngày 21 tháng 7 năm 365. Những mô tả của ông kể lại chính xác hậu quả mang tính điển hình của động đất, đó là gây ra hiện tượng biển lùi và cơn sóng thần bất ngờ ập đến.

### Tư liệu
- Gibbon, Edward (1995). Bury, J.B. (biên tập). Decline and Fall of the Roman Empire. Quyển I. Random House Inc. ISBN 978-0-679-60148-7.
- Kelly, G. (2004). "Ammianus and the Great Tsunami". The Journal of Roman Studies. Quyển 94. Society for the Promotion of Roman Studies. tr. 141–167. doi:10.2307/4135013. JSTOR 4135013.
- Kagan, Kimberly (2009). The Eye of Command. The University of Michigan Press.
- Stein, E. (1928). Geschichte des spätrömischen Reiches (bằng tiếng Đức). Vienna.